# Sierra-leonischer Leone

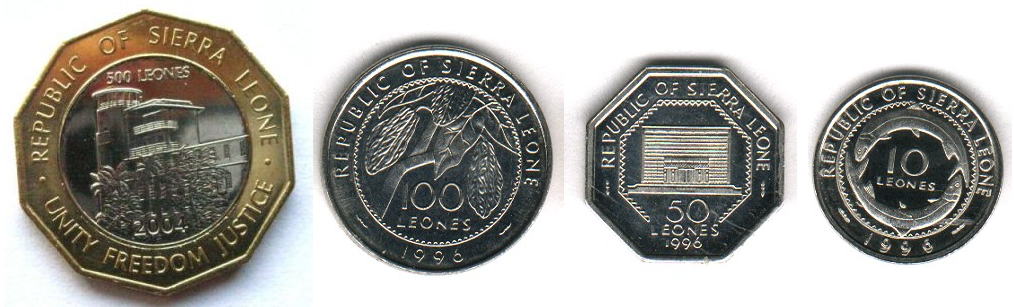
Münzen aus dem Jahr 1996

Der Leone ist seit 1964 die Währung Sierra Leones. Er wird von der Bank of Sierra Leone herausgegeben.
Der Leone ersetzte das Westafrikanische Pfund in einem festen Umtauschverhältnis von 2 zu 1. Zwischen 1791 und 1805 war der Sierra-Leone-Dollar, herausgegeben von der Sierra Leone Company, offizielles Zahlungsmittel.
Eine Revaluation des Leone (Streichung von drei Nullen) fand zum 1. Juli 2022 statt. Seitdem hat die Währung den ISO-4217-Code SLE, zuvor SLL. Im täglichen Gebrauch wird der neue Leones mit NLe abgekürzt.

## Banknoten und Münzen

### Seit 1. Juli 2022
Im September 2021 stellte die Zentralbank eine Revaluation des Leone in Aussicht. Geplant war den Wert der Währung mit einem Faktor von 1000 zu 1 anzupassen. Dies wurde zum 1. Juli 2022 umgesetzt. Die Ausgabe des neuen Leones in Münzen zu 1, 5, 10, 25 und 50 Cent sowie Banknoten zu 1, 2, 5, 10 und 20 Leones findet seitdem statt.

#### Banknoten
Quelle:
| Bild        | Bild      | Wert      | Format      | Beschreibung                                               | Beschreibung                     | Beschreibung |
| Vorderseite | Rückseite | Wert      | Format      | Vorderseite                                                | Rückseite                        | Farbe        |
| ----------- | --------- | --------- | ----------- | ---------------------------------------------------------- | -------------------------------- | ------------ |
|             |           | 1 Leones  | 135 × 67 mm | Bai Bureh Wappen Sierra Leones                             | Satellitenschüssel               | pink         |
|             |           | 2 Leones  | 140 × 69 mm | Isaac Wallace-Johnson Containerschiff, Wappen Sierra Leone | Gebäude der Bank of Sierra Leone | braun        |
|             |           | 5 Leones  | 145 × 71 mm | Sengbe Pieh Wappen Sierra Leone                            | Bumbuna-Stausee                  | violett      |
|             |           | 10 Leones | 153 × 73 mm | Taube im Flug, dahinter Kartenrelief Flagge Sierra Leones  | Cotton Tree Wappen Sierra Leone  | grün         |
|             |           | 20 Leones | 161 × 75 mm | Constance Cummings-John Wappen Sierra Leones               | Sitzende Gruppe von Menschen     | orange       |

#### Münzen
Die neuen Cent-Münzen zeigen jeweils einen sierra-leonischen Musiker auf der Vorderseite und ein Musikinstrument auf der Rückseite. Erstmals wird eine Münze zu 25 Cent geprägt.
| Bild        | Bild      | Wert    | Durchmesser | Beschreibung           | Beschreibung | Beschreibung                      |
| Vorderseite | Rückseite | Wert    | Durchmesser | Vorderseite            | Rückseite    | Material                          |
| ----------- | --------- | ------- | ----------- | ---------------------- | ------------ | --------------------------------- |
|             |           | 1 Cent  | 20 mm       | Sullay Abu Bakarr      | Mikrofon     | Nickel-Stahl                      |
|             |           | 5 Cent  | 22,5 mm     | Israel Olorunfeh Cole  | Trommel      | Nickel-Stahl                      |
|             |           | 10 Cent | 23 mm       | Sooliman Ernest Rogers | Gitarre      | Nickel-Stahl                      |
|             |           | 25 Cent | 24 mm       | Bassie Sorie Kondi     | Lamellophon  | Messing-Stahlmitte mit Nickelring |
|             |           | 50 Cent | 26 mm       | Salia Koroma           | Akkordeon    | Nickelmitte mit Messing-Stahlring |

### Bis zum 1. Juli 2022
Die Bank of Sierra Leone gab Münzen zu 50, 100 und 500 Leones (Stand November 2016) und Banknoten zu 1000, 2000, 5000 und 10.000 Leones heraus.
Aufgrund des geringen Wertes wurden Münzen zu 10 Leones sowie Banknoten zu 50, 100 und 500 Leones gegen Ende bereits nicht mehr geprägt bzw. gedruckt. 50 Leones wurden auch als Golde bezeichnet. Im praktischen Leben fanden primär die Münzen zu 100 Leones sowie Banknoten zu 2000 Leones Anwendung; Banknoten zu 10.000 sowie Münzen zu 500 Leones wurden nur in sehr kleiner Stückzahl herausgegeben und waren im täglichen Leben praktisch nicht zu finden.
Die Leone-Banknoten hatten zahlreiche Sicherheitsmerkmale und galten lange als eine der fälschungssichersten Banknotenserien Afrikas. Dennoch wurde entschieden, ab dem 14. Mai 2010 neue Banknoten (außer Le 500) in veränderten Größen, mit besseren Merkmalen für Blinde und weiterreichenden Sicherheitsmerkmalen durch die Bank of Sierra Leone herauszugeben. Unter anderem erhalten die Banknoten erstmals, mit ihrer Wertigkeit aufsteigend, unterschiedliche Abmessungen. Die alten Banknoten blieben für eine Übergangszeit bis 15. August 2011 legales Zahlungsmittel.

#### Banknoten

##### 2010–2022
| Bild        | Bild      | Wert          | Format      | Beschreibung                                               | Beschreibung                     | Beschreibung  |
| Vorderseite | Rückseite | Wert          | Format      | Vorderseite                                                | Rückseite                        | Farbe         |
| ----------- | --------- | ------------- | ----------- | ---------------------------------------------------------- | -------------------------------- | ------------- |
|             |           | 1000 Leones   | 135 × 67 mm | Bai Bureh Wappen Sierra Leones                             | Satellitenschüssel               | rot           |
|             |           | 2000 Leones   | 140 × 69 mm | Isaac Wallace-Johnson Containerschiff, Wappen Sierra Leone | Gebäude der Bank of Sierra Leone | braun         |
|             |           | 5000 Leones   | 145 × 71 mm | Sengbe Pieh Wappen Sierra Leone                            | Bumbuna-Stausee                  | violett       |
|             |           | 10.000 Leones | 153 × 73 mm | Taube im Flug, dahinter Kartenrelief Flagge Sierra Leones  | Cotton Tree Wappen Sierra Leone  | blau und grün |

##### 2002–2004
Die Banknoten dieser Serie sahen ähnlich denen der Serie von 2010 aus. Größter Unterschied war, neben sichtbaren und unsichtbaren Sicherheitsmerkmalen, die Positionierung der Zahl 10.000 auf dem 10.000-Leones-Schein. Diese war, anders als bei den anderen Scheinen dieser und der folgenden Serien, links unten auf der Vorder- und rechts unten auf der Rückseite zu finden.

##### 1995–2000
In dieser Serie wurden lediglich Scheine zu 500, 1000, 2000 und 5000 Leone gedruckt. Die 500-Leones-Note zeigt auf der Vorderseite den Kriegsherren Kai Londo, auf der Rückseite ein Fischerboot.

##### 1988–1993
Geldscheine zu 10, 20, 50, 100, 500, 1000 und 5000 Leones wurden gedruckt. Auf allen Scheinen mit Ausnahme der 1000 und 5000 Leones war Staatspräsident Joseph Saidu Momoh zu sehen.

## Zukunft des Leones
Zusammen mit fünf weiteren westafrikanischen Staaten (Westafrikanische Währungszone) arbeitet Sierra Leone seit einigen Jahren an der Einführung einer Einheitswährung (ähnlich dem Euro). Arbeitstitel der Währung ist „West African Units Accounts“ (WAUA), der den festen Kurs von 1 WAUA = 1,35 US-Dollar hat. Derzeit gibt es Reiseschecks in WAUA. Diese werden in allen Mitgliedstaaten akzeptiert. 1 WAUA entspricht ca. 18 Leone. 2007 einigten sich die Mitgliedstaaten auf einen Namen der zukünftigen Währung, den ECO.